# Мальцев, Иван Александрович (лётчик)
Ива́н Алекса́ндрович Ма́льцев (род. 25 февраля 1918 — 14 января 1987) — советский офицер, полковник авиации, участник Великой Отечественной войны, Герой Советского Союза (26 октября 1944).

## Биография
Родился 25 февраля 1918 года в селе Новокрасивое Ефремовского уезда в семье крестьянина. Русский. Окончил 7 классов и школу ФЗУ. Работал электрослесарем на Сталиногорской ГРЭС.
В 1939 году призван в ряды РККА и направлен в Краснодарское военно-авиационное училище. В 1942 году окончил его. На фронтах Великой Отечественной войны с 4 апреля 1943 года. И. А. Мальцев был зачислен в 7-й гвардейский авиационный Севастопольский ордена Ленина штурмовой полк 230-й штурмовой дивизии 4-й воздушной армии на должность заместителя командира эскадрильи. Член ВКП(б)/КПСС с 1943 года.
26 октября 1944 года заместителю командира авиаэскадрильи 7-го гвардейского штурмового авиационного полка гвардии старшему лейтенанту И. А. Мальцеву было присвоено звание Героя Советского Союза с вручением ордена Ленина и медали «Золотая Звезда».

«…За отличное выполнение боевых заданий и проявленное при этом мужество и героизм, за совершённые 96 успешных боевых вылетов и уничтоженные при этом 16 танков, 53 автомашины, 7 железнодорожных эшелонов, 3 паровоза, 75 вагонов… за умелое воспитание лётчиков и хорошую штурмовую подготовку…».— Наградной лист. Командир полка гвардии подполковник Х.Я. Хашпер.
Своими боевыми успехами И. А. Мальцев заслужил большой авторитет и уважение всего лётного состава полка. Вскоре он стал командиром эскадрильи.
После войны продолжал службу в ВВС. В 1955 окончил Военно-воздушную академию. С 1960 — в запасе. Полковник в отставке Мальцев жил в Ленинграде.
Умер 14 января 1987 года. Похоронен на Серафимовском кладбище (23 уч.) города Ленинграда.

## Награды
- Медаль «Золотая Звезда» Героя Советского Союза (26 октября 1944[4]);
- орден Ленина (26 октября 1944);
- два ордена Красного Знамени (29 февраля 1944[5]; 20 июля 1944[6]);
- орден Александра Невского (22 мая 1945[7]);
- два ордена Отечественной войны I степени (24 октября 1944[8], 1985);
- орден Отечественной войны II степени (7 декабря 1943[9]);
- два ордена Красной Звезды (30 сентября 1943[3]; 1954);
- медали.